# Titán-tetrafluorid
A titán-tetrafluorid, más néven titán(IV)-fluorid szervetlen vegyület, képlete TiF4. Fehér, higroszkópos szilárd anyag. A titán többi tetrahalogenidjével ellentétben szilárd fázisban polimer szerkezetű. Más tetrahalogenidekhez hasonlóan erős Lewis-sav.

## Előállítása, szerkezete, reakciói
Hagyományosan titán-tetraklorid és feleslegben alkalmazott hidrogén-fluoridos reakciójával állítják elő:
TiCl4 + 4 HF → TiF4 + 4 HCl
Tisztítása szublimációval történik, a polimer szerkezet ilyenkor reverzibilisen felszakad . Röntgenkrisztallográfiás vizsgálatok szerint a Ti központok oktaéderesek, melyek szokatlan oszlopos elrendezésben kapcsolódnak egymással.
Számos ligandummal adduktumokat képez, ilyen például a cisz-TiF4(MeCN)2, mely acetonitrillel történő kezeléssel állítható elő.

## Fordítás
- Ez a szócikk részben vagy egészben  a   Titanium_tetrafluoride című angol Wikipédia-szócikk ezen változatának fordításán alapul.  Az eredeti cikk szerkesztőit annak laptörténete sorolja fel. Ez a jelzés csupán a megfogalmazás eredetét és a szerzői jogokat jelzi, nem szolgál a cikkben szereplő információk forrásmegjelöléseként.